# Энкопрез
Энкопре́з (от др.-греч. ἐγκόπρησις) — недержание кала, неспособность контролировать акт дефекации.
Наблюдают, как правило, у детей. У взрослых энкопрез обычно имеет органическую природу (травма, опухоль, выпадение прямой кишки, трещина заднего прохода или желудочно-кишечная инфекция). Энкопрезу часто предшествует задержка стула.
По оценкам DSM-5, примерно 1 % 5-летних детей имеют энкопрез. Преобладающий возраст: у 70 % пациентов заболевание начинается до 5 лет. Преобладающий пол — мужской (1,5:1).
Возможные причины возникновения энкопреза и испражнения в не предназначенных для этого местах:
- психологически обусловленное расстройство, при котором есть контроль над дефекацией, но по какой-либо причине, например из-за неспособности подчиняться социальным нормам, при отвращении или сопротивлении;
- отсутствие обучения пользованием туалетом или отсутствие адекватного результата обучения;
- физиологическая задержки кала, которая включает его плотное сжимание с вторичным переполнением кишечника.

Энкопрез присутствует в Международной классификации болезней 10-пересмотра (МКБ-10) — F98.1 — «энкопрез неорганической природы», а также в американском Диагностическом и статистическом руководстве по психическим расстройствам 5-го издания (DSM-5) — англ. encopresis, код 307.7 (F98.1).